# Liste der Monuments historiques in Troisfontaines-la-Ville
Die Liste der Monuments historiques in Troisfontaines-la-Ville führt die Monuments historiques in der französischen Gemeinde Troisfontaines-la-Ville auf.

## Liste der Objekte
| Bezeichnung                | Beschreibung                           | Standort                                   | Kennzeichnung | Schutzstatus | Datum | Bild |
| -------------------------- | -------------------------------------- | ------------------------------------------ | ------------- | ------------ | ----- | ---- |
| Skulptur Heiliger Blasius  | Stein, farbig gefasst, 16. Jahrhundert | Avrainvile, in der Kirche St-Martin (Lage) | PM52001184    | Classé       | 1965  |      |
| Skulptur Heiliger Jakobus  | Stein, farbig gefasst, 16. Jahrhundert | Avrainvile, in der Kirche St-Martin (Lage) | PM52001186    | Classé       | 1965  |      |
| Skulptur Heiliger Nikolaus | Stein, farbig gefasst, 16. Jahrhundert | Avrainvile, in der Kirche St-Martin (Lage) | PM52001185    | Classé       | 1965  |      |